# Abaucourt
Abaucourt je francouzská obec v departementu Meurthe-et-Moselle v regionu Grand Est. V roce 2013 zde žilo 304 obyvatel.

## Poloha
Sousední obce jsou: Létricourt, Mailly-sur-Seille, Nomeny, Phlin a Thézey-Saint-Martin.

## Vývoj počtu obyvatel
Počet obyvatel